# Club Náutico Puerto Sherry
El Club Náutico Puerto Sherry es un club náutico español ubicado en Puerto Sherry, municipio de El Puerto de Santa María.

## Historia
Fue fundado en 2009 y desde entonces ha organizado importantes competiciones de vela tanto a nivel nacional, con los Campeonatos de España de las clases J/80 (2013); 2.4mR (2015); Europe (2016); catamaranes Formula 18 (2017); o Snipe de categoría master (2021); como a nivel internacional, con la "Royal Cup" de las 52 Super Series (2019); el Campeonato Mundial de Techno 293 (2019); o el Campeonato Mundial de Vela Adaptada (2019).

## Deportistas
Fernando Flethes Anaya y Carlos Flethes Anaya ganaron el Campeonato Mundial de 420 en 2022.